# Чемпионат России по конькобежному спорту 1917
Чемпионат России по конькобежному спорту в классическом многоборье 1917 года – 29-й чемпионат России, который прошёл 14 – 15 января 1917 года в Москве на катке «Девичье поле».
Чемпионом России стал москвич Яков Мельников, призёрами – Иван Кудрявцев (Москва) и В. Кувшинов.
С 1915 года чемпионат разыгрывался на четырёх дистанциях – 500, 1500, 5000 и 10000 метров. Для победы надо выиграть три дистанции или набрать наименьшую сумму очков-мест при условии победы на одной дистанции.

## Результаты чемпионата
| место | спортсмен      | город  | очки | 500 м    | 1500 м     | 5000 м     | 10000 м     |
| ----- | -------------- | ------ | ---- | -------- | ---------- | ---------- | ----------- |
| 1     | Яков Мельников | Москва | 4    | 46,6 (1) | 2.26,5 (1) | 8.58,6 (1) | 17.53,4 (1) |
| 2     | Иван Кудрявцев | Москва | 15   | 53,0 (8) | 2.43,3 (4) | 9.40,8 (2) | 19.22,8 (8) |
| 3     | В. Кувшинов    | –      | 17   | 49,4 (2) | 2.42,0 (3) | 9.59,0 (6) | 20.06,0 (6) |